# Gesamtschule Hörstel
Die Harkenburg Gesamtschule Hörstel besteht sei 2013 in Hörstel, einer Kleinstadt im Kreis Steinfurt im nördlichen Nordrhein-Westfalen. Die Gesamtschule ist aus der dortigen Haupt- und Realschule hervorgegangenen und hat diese nach dem Auslaufen der bereits vorhandenen Jahrgänge abgelöst. Das Schulgelände bietet neben dem Hauptgebäude einen Busbahnhof und eine Mensa sowie ein Soccer-Feld und einen Multifunktions-Sportplatz. Schulleiter ist Daniel Helming.

## Schüler AGs
Die Gesamtschule Hörstel bietet für die Jahrgänge 5 und 6 Arbeitsgemeinschaften (AGs) an, für die sich die Schüler bewerben können. Sie finden jeden Dienstag in der letzten Stunde statt. Es werden u. a. Judo, Tennis, Gesellschaftsspiele, sowie Robotik angeboten.

## Wahlfach-System
Zu Beginn der 6. Klasse können die Schüler eines der fünf Fächer Niederländisch, Französisch, Hauswirtschaft und Technik, Naturwissenschaften und Darstellen und Gestalten (DUG) wählen. Das gewählte Fach wird ab der 6. Klasse dann als ein weiteres Hauptfach behandelt, in dem die Schüler Klausuren schreiben müssen.
Dies wird mit einem weiteren Wahlfach zu Beginn der 8. Klasse wiederholt. Diesmal sind die auszuwählenden Fächer Informatik, Latein, Sport oder die Teilnahme an einer Schülerfirma. Diese Fächer wiederum werden nicht mit Noten bewertet, mit der Ausnahme von Latein.

## Sekundarstufe II
Mit dem Schuljahr 2019/20 wurde die Sekundarstufe II der Gesamtschule Hörstel eröffnet, passend zu dem Abschluss des ersten Jahrgangs der Schule. Hierbei werden auch Schüler anderer Schulen akzeptiert, die nach Bewerbung zur Gesamtschule wechseln können.